# Hegedüs Sándor (író)
Magyarzsákodi Hegedüs Sándor (Budapest, 1875. augusztus 21. – Budapest, 1953. február 24.) magyar író, Hegedüs Sándor (1847–1906) politikus és Jókay Jolán (1849–1922) írónő fia, Hegedüs Lóránt politikus (1872–1943) öccse.

## Életpályája
1897-ben mérnöki diplomát szerzett Budapesten, ezután két év leforgása alatt körülutazta Európát, Amerikát, Afrikát és Kis-Ázsiát. Utazói élményeit útleírásaiban örökítette meg, Európa fővárosaiban előadásokban mutatta be, tette népszerűbbé a magyar irodalmat. Hazatérését követően egy ideig kereskedelmi miniszteri tisztviselő volt, később már csak az irodalomnak élt. 1911-től tagja volt a Petőfi Társaságnak és 1921-től a Kisfaludy Társaságnak. Műveit számos idegen nyelvre lefordították. Színműveit külföldön is játszották.

## Művei
- Az óriások világa (Amerikai útirajzok, Budapest, 1898)
- Déli fjordok (Dalmáciai útirajzok, Budapest, 1900)
- A vesztett csata (regény, Budapest, 1906)
- A rádzsa (novellák, Budapest, 1918)
- Sir Douglas könyve (novellák, Budapest, 1928)
- A sipkásfejű veréb (regény, Budapest, 1931)
- Kék Nílus (Budapest, 1932)
- Kis dekameron (Budapest, 1942)